# S型星
S型星是光譜類型為S的恆星，這是一種晚期型的巨星（類似K5-M型），它的光譜呈現出是K和M的巨星，但有氧化鋯以及氧化鈦的頻譜，其它的s過程元素，例如氧化釔和鎝，這些在化學元素週期表上第五列，經由中子捕獲才能生成的的第5週期元素，也都清楚的呈現出來；它可能還有氰、鋰等元素。大部分的此類恆星都是長周期變星。
S型星曾經被建議是漸近巨星分支（AGB恆星）過程中，從一般的M型巨星轉變成C-N的碳星的一個中間階段。AGB恆星通常在殼層中燃燒氫，但在一些所謂的暫時疏濬狀態會在殼層中燃燒氦。
S型星通常比光球溫度相同的K或M型的恆星更紅，米拉變星的天鵝座χ是全天最亮的S型星，它的光譜變化在晚期型的S7至S10，有鋯、鈦、釩等氧化物的特徵，有時還擴展至中間的MS型。大熊座S是另一個例子。

## 外部連結
- www.britannica.com（页面存档备份，存于）
- stellar spectra（页面存档备份，存于）